# Бивио Ристечо (Терамо)
Бивио Ристечо (итал. Bivio Risteccio) је насеље у Италији у округу Терамо, региону Абруцо.
Према процени из 2011. у насељу је живело 55 становника. Насеље се налази на надморској висини од 444 м.